# 찬장

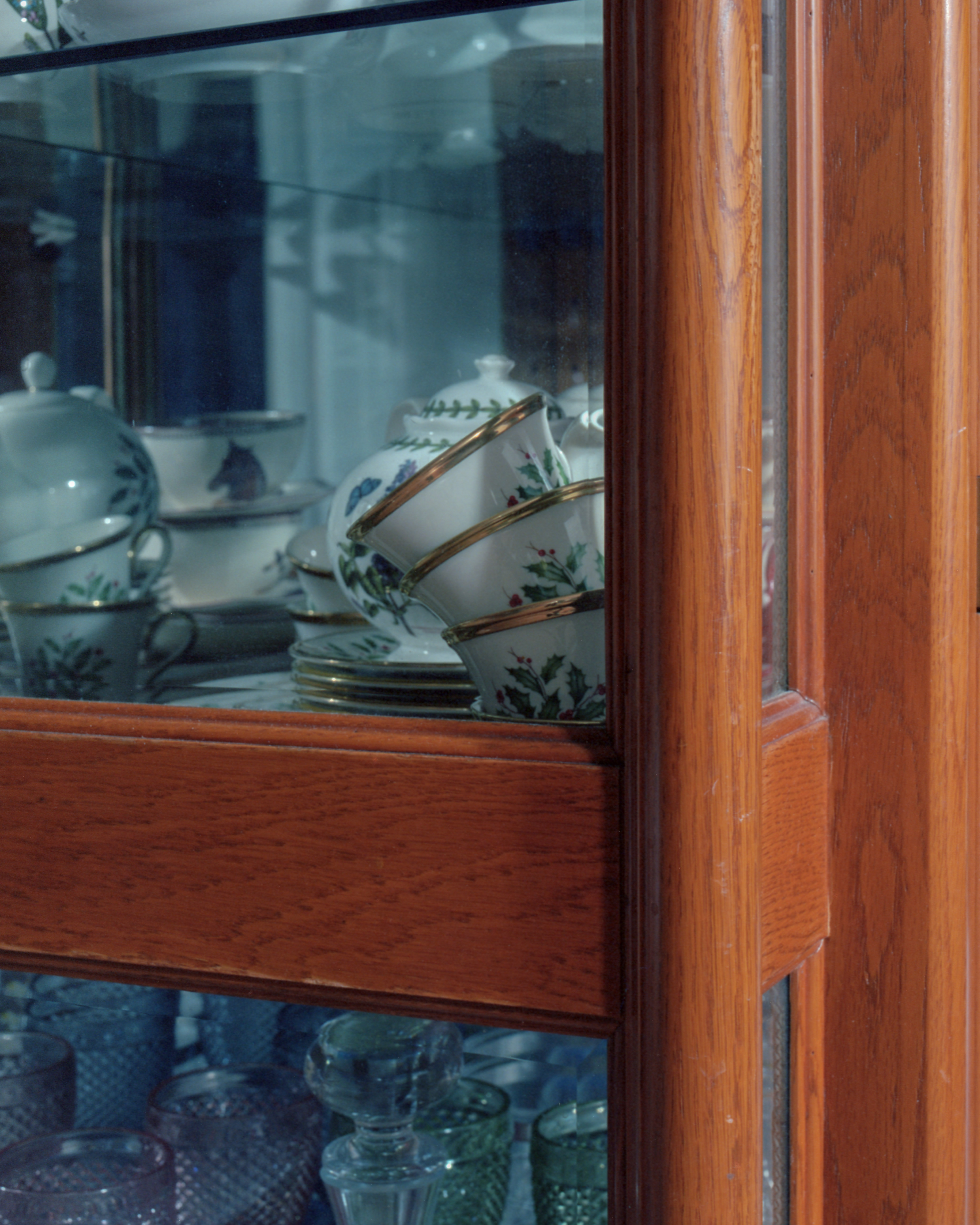

찬장 또는 컵보드(cupboard)는 집에 보관된 식기나 식료품을 담는 가구이다. 이 용어는 식기류, 특히 접시, 컵, 접시를 전시하기 위한 개방형 선반 사이드 테이블이라는 원래 의미에서 점차 발전했다.

## 설명
찬장은 집에 보관된 식기나 식료품을 담는 가구이다. 이 용어는 식기류, 특히 접시, 컵, 접시를 전시하기 위한 개방형 선반 사이드 테이블이라는 원래 의미에서 점차 발전했다. 이러한 개방형 찬장에는 일반적으로 1~3개의 디스플레이 계층이 있으며 당시에는 서랍 하나 또는 여러 개의 서랍이 장착되었다.